# Nombre automorphe
 (février 2024).
Si vous disposez d'ouvrages ou d'articles de référence ou si vous connaissez des sites web de qualité traitant du thème abordé ici, merci de compléter l'article en donnant les références utiles à sa vérifiabilité et en les liant à la section « Notes et références ».
En mathématiques récréatives, un nombre automorphe est un entier naturel dont la suite des chiffres du carré se termine par celle du nombre lui-même. Par exemple, 52 = 25, 762 = 5776, et 8906252 = 793212890625.
Étant donné un nombre automorphe à k chiffres, un nombre automorphe à 2k chiffres peut être obtenu par 
{\displaystyle n'\equiv 3\cdot n^{2}-2\cdot n^{3}\ (10^{2k})}
Il existe toujours, outre 0 et 1, deux nombres automorphes de k chiffres (à condition d'autoriser parfois les premiers de ces k chiffres à être nuls). L'un d'entre eux vérifie les congruences
{\displaystyle n\equiv 0\ (2^{k}),\qquad n\equiv 1\ (5^{k})}
et l'autre vérifie
{\displaystyle n\equiv 1\ (2^{k}),\qquad n\equiv 0\ (5^{k}).}
La somme des deux nombres automorphes vaut 10k + 1.
La suite A018247 de l'OEIS ci-dessous permet de trouver, pour tout k ≤ 1000, un nombre automorphe à k chiffres.
```
12781 25400 13369 00860 34889 08436 40238 75765 93682 19796 
26181 91783 35204 92704 19932 48752 37825 86714 82789 05344 
89744 01426 12317 03569 95484 19499 44461 06081 46207 25403 
65599 98271 58835 60350 49327 79554 07419 61849 28095 20937 
53026 85239 09375 62839 14857 16123 67351 97060 92242 42398 
77700 75749 55787 27155 97674 13458 99753 76955 15862 71888 
79415 16307 56966 88163 52155 04889 82717 04378 50802 84340 
84412 64412 68218 48514 15772 99160 34497 01789 23357 96684 
99144 73895 66001 93254 58276 78000 61832 98544 26232 82725 
75561 10733 16069 70158 64984 22229 12554 85729 87933 71478 
66323 17240 55157 56102 35254 39949 99345 60808 38011 90741 
53006 00560 55744 81870 96927 85099 77591 80500 75416 42852 
77081 62011 35024 68060 58163 27617 16767 65260 93752 80568 
44214 48619 39604 99834 47280 67219 06670 41724 00942 34466 
19781 24266 90787 53594 46166 98508 06463 61371 66384 04902 
92193 41881 90958 16595 24477 86184 61409 12878 29843 84317 
03248 17342 88865 72737 66314 65191 04988 02944 79608 14673 
76050 39571 96893 71467 18013 75619 05546 29968 14764 26390 
39530 07319 10816 98029 38509 89006 21665 09580 86381 10005 
57423 42323 08961 09004 10661 99773 92256 25991 82128 90625
```

Il suffit de prendre les k derniers chiffres. L'autre nombre automorphe est obtenu en soustrayant le nombre de 10k + 1.

## Généralisation
Soit une base b, dans le cas précédent la base dix.
Alors il s'agit de déterminer, pour un k donné, les entiers naturels {\displaystyle a<b^{k}} tels que {\displaystyle a^{2}\equiv a\mod b^{k}.}
Les nombres automorphes correspondent donc aux points fixes de l'application carré, {\displaystyle x\mapsto x^{2},} modulo les puissances de la base.
Pour une base b produit de puissances de n nombres premiers distincts, il y a (en comptant 0 et 1) 2n solutions, par le théorème des restes chinois.